# Leclercera ocellata
Espèce
Leclercera ocellata est une espèce d'araignées aranéomorphes de la famille des Psilodercidae.

## Distribution
Cette espèce est endémique du Sabah en Malaisie orientale,. Elle se rencontre dans le parc national du Kinabalu.

## Description
La carapace de la femelle holotype mesure 1,0 mm de long sur 0,9 mm et l'abdomen 1,6 mm de long.

## Publication originale
- Deeleman-Reinhold, 1995 : The Ochyroceratidae of the Indo-Pacific region (Araneae). The Raffles Bulletin of Zoology Supplement, no 2, p. 1-103 (texte intégral).